# Décès en août 1992
Décès
- 1988
- 1989
- 1990
- 1991
- 1992
- 1993
- 1994
- 1995
- 1996

Pour une information complémentaire, voir la page d'aide.

| Date     | Nom                               | Activités                                                                                   | Âge      | Source |
| -------- | --------------------------------- | ------------------------------------------------------------------------------------------- | -------- | ------ |
| 1er août | Leslie Fox                        | mathématicien britannique                                                                   | 73       |        |
| 2 août   | Michel Berger                     | pianiste, auteur-compositeur-interprète, directeur artistique et arrangeur musical français | 44       |        |
| 3 août   | Manda Parent                      | artiste de burlesque, actrice et humoriste québécoise                                       | 85       |        |
| 4 août   | Seichō Matsumoto                  | écrivain japonais                                                                           | 82       |        |
| 4 août   | František Tomášek                 | cardinal tchèque, archevêque de Prague                                                      | 93       |        |
| 5 août   | Jeff Porcaro                      | batteur américain, fondateur du groupe Toto                                                 | 38       |        |
| 6 août   | Leszek Błażyński                  | boxeur polonais                                                                             | 43       |        |
| 7 août   | Eberhard Fechner                  | réalisateur allemand                                                                        | 66       |        |
| 7 août   | Francisco Fernández Ordóñez       | Homme politique espagnol.                                                                   | 62       | (es)   |
| 7 août   | John Anderson                     | acteur et réalisateur américain                                                             | 69       |        |
| 8 août   | Bertalan Papp                     | escrimeur hongrois                                                                          | 78       |        |
| 8 août   | John Kordic                       | joueur de hockey sur glace canadien                                                         | 27       |        |
| 8 août   | André Barreau                     | peintre, photographe et tapissier français                                                  | 74       |        |
| 8 août   | Abu al-Qasim al-Khoei             | chef spirituel et savant iranien                                                            | 92       |        |
| 9 août   | Fereydoun Farrokhzad              | acteur, animateur de télévision et de la radio, chanteur, écrivain et poète iranien         | 53       |        |
| 9 août   | Patrick Devlin, Baron Devlin (en) | avocat et juge britannique                                                                  | 86       |        |
| 9 août   | Alexandre Bonnier                 | peintre, sculpteur, créateur d'installations et graveur français                            | 59       |        |
| 10 août  | Serge Pozzoli                     | historien français de l'automobile                                                          | 77       |        |
| 10 août  | Shimon Agranat                    | président de la Cour suprême d'Israël                                                       | 85       |        |
| 11 août  | Mario Nigro                       | peintre italien                                                                             | 75       | (it)   |
| 12 août  | John Cage                         | compositeur américain                                                                       | 79       |        |
| 12 août  | Tassos Halkias                    | clarinettiste grec                                                                          | 77 ou 78 | (en)   |
| 12 août  | Kenji Nakagami                    | écrivain japonais                                                                           | 46       |        |
| 14 août  | Tony Williams (en)                | chanteur américain (The Platters)                                                           | 64       |        |
| 14 août  | John Sirica                       | juge américain, président du Tribunal dans l’affaire du Watergate                           | 88       |        |
| 14 août  | Moacyr Siqueira de Queiróz        | footballeur brésilien                                                                       | 90       |        |
| 14 août  | Holger Albrechtsen                | coureur norvégien                                                                           | 86       |        |
| 16 août  | Mark Heard                        | auteur-compositeur-interprète et réalisateur artistique américain                           | 40       |        |
| 16 août  | Malcolm Atterbury                 | acteur américain                                                                            | 85       |        |
| 17 août  | Al Parker                         | acteur et réalisateur de films pornographiques, américain                                   | 40       |        |
| 18 août  | John Sturges                      | réalisateur et producteur américain                                                         | 82       |        |
| 18 août  | Christopher McCandless            | aventurier américain                                                                        | 24       |        |
| 19 août  | Berge Helle Kringlebotn (en)      | homme politique norvégien                                                                   | 88       |        |
| 19 août  | Jean-Albert Grégoire              | ingénieur automobile français                                                               | 93       |        |
| 21 août  | Dai Vernon                        | prestidigitateur canadien                                                                   | 98       |        |
| 21 août  | Mario Verdon                      | acteur québécois                                                                            | ?        |        |
| 23 août  | Donald Stewart                    | homme politique écossais                                                                    | 71       |        |
| 24 août  | André Donner (en)                 | juge néerlandais                                                                            | 74       |        |
| 24 août  | Francis James                     | journaliste, militaire et homme politique australien                                        | 74       | (en)   |
| 26 août  | Bob de Moor                       | dessinateur belge                                                                           | 66       |        |
| 26 août  | Olav Aase (en)                    | homme politique norvégien                                                                   | 78       |        |
| 28 août  | Bedwyr Lewis Jones (en)           | écrivain britannique                                                                        | 58       |        |
| 28 août  | Salvador Hormeu                   | footballeur espagnol                                                                        | 97       |        |
| 29 août  | Teddy Turner (en)                 | acteur britannique                                                                          | 75       |        |
| 29 août  | Erling Petersen (en)              | économiste et homme politique norvégien                                                     | 86       |        |
| 29 août  | Mary Norton                       | écrivain britannique                                                                        | 88       |        |
| 29 août  | Félix Guattari                    | psychanalyste et philosophe français                                                        | 62       |        |
| 30 août  | Ernst Ihbe                        | coureur cycliste allemand                                                                   | 79       |        |
| 30 août  | Claude Barma                      | réalisateur et scénariste français                                                          | 73       |        |
| 31 août  | Wolfgang Güllich                  | grimpeur professionnel allemand                                                             | 31       |        |